# Medalla Matteucci
La Medalla Matteucci es un premio otorgado por la Academia Nacional de Ciencias de Italia por contribuciones a la física. En virtud de un Real Decreto de fecha 10 de julio de 1870, la Sociedad Italiana de Ciencias fue autorizada a recibir una donación de Carlo Matteucci para el establecimiento del premio.

## Galardonados
Los galardonados con esta medalla han sido:
- 1868 Hermann Helmholtz
- 1875 Henri Victor Regnault
- 1876 William Thomson, 1st Baron Kelvin
- 1877 Gustav Kirchhoff
- 1878 Gustav Wiedemann
- 1879 Wilhelm Eduard Weber
- 1880 Antonio Pacinotti
- 1881 Emilio Villari
- 1882 Augusto Righi
- 1887 Thomas Edison
- 1888 Heinrich Rudolph Hertz
- 1894 John Strutt, 3rd Baron Rayleigh
- 1895 Henry Augustus Rowland
- 1896 Wilhelm Conrad Röntgen y Philipp Lenard
- 1901 Guglielmo Marconi
- 1903 Albert Abraham Michelson
- 1904 Marie Curie y Pierre Curie
- 1905 Henri Poincaré
- 1906 James Dewar
- 1907 William Ramsay
- 1908 Antonio Garbasso
- 1909 Orso Mario Corbino
- 1910 Heike Kamerlingh Onnes
- 1911 Jean Perrin
- 1912 Pieter Zeeman
- 1913 Ernest Rutherford
- 1914 Max von Laue
- 1915 Johannes Stark
- 1915 William Henry Bragg y William Lawrence Bragg
- 1917 Antonino Lo Surdo
- 1918 Robert W. Wood
- 1919 Henry Gwyn-Jeffreys Moseley
- 1921 Albert Einstein
- 1923 Niels Bohr
- 1924 Arnold Sommerfeld
- 1925 Robert Andrews Millikan
- 1926 Enrico Fermi
- 1927 Erwin Schrödinger
- 1928 Venkata Raman Chandrasekhara
- 1929 Werner Heisenberg
- 1930 Arthur Compton
- 1931 Franco Rasetti
- 1932 Frédéric Joliot e Irène Joliot-Curie
- 1956 Wolfgang Pauli
- 1975 Bruno Touschek
- 1978 Abdus Salam
- 1979 Luciano Maiani
- 1980 Giancarlo Wick
- 1982 Rudolf Peierls
- 1985 Hendrik Casimir
- 1987 Pierre-Gilles De Gennes
- 1988 Lev B. Okun
- 1989 Freeman Dyson
- 1990 Jack Steinberger
- 1991 Bruno Rossi
- 1992 Anatole Abragam
- 1993 John Archibald Wheeler
- 1994 Claude Cohen-Tannoudji
- 1995 Tsung Dao Lee
- 1996 Wolfgang K.H. Panofsky
- 1998 Oreste Piccioni
- 2001 Theodor W. Hänsch
- 2002 Nicola Cabibbo
- 2003 Manuel Cardona
- 2004 David Ruelle
- 2006 Giorgio Bellettini
- 2016 Adalberto Giazotto
- 2017 Marco Tavani
- 2018 Gianluigi Fogli
- 2019 Federico Capasso